# Xestomnaster eucallus
Xestomnaster eucallus är en stekelart som beskrevs av Huang 1990. Xestomnaster eucallus ingår i släktet Xestomnaster och familjen puppglanssteklar. Inga underarter finns listade i Catalogue of Life.